# Armanac Provençau
El Armanac Provençau (grafía clásica del occitano; también escrito Armana Prouvençau en grafía mistralenca original), en español, "Almanaque Provenzal", era una revista publicada en occitano desde 1855, órgano oficial del Félibrige, y de la que fueron redactores Teodòr Aubanèu y Josèp Romanilha. Contribuyó a normalizar la grafía mistralenca del occitano utilizada por Frédéric Mistral, pero no unificó las diferentes tendencias occitanistas, y acabaría tildada de reaccionaria. En 1945 hizo una edición de los poemas de Aubanèu, y en 2000 se volvió a elaborar una nueva edición.